# Dmitrij Dobroskok
Dmitrij Michajlovitj Dobroskok (ryska: Дмитрий Михайлович Доброскок), född den 1 mars 1984 i Buzuluk, är en rysk simhoppare.
Han tog OS-brons i synkroniserade höga hopp i samband med de olympiska simhoppstävlingarna 2008 i Peking.